# Филимонов, Сергей Иванович
Сергей Иванович Филимонов (26 января 1926, Коровье Болото, Кромской район — 3 января 2004, Киев) — советский актёр. Народный артист Украинской ССР (1976).

## Биография
Родился в 1926 году в селе Коровье Болото Орловской области РСФСР.
В 1951 году окончил актёрский факультет ГИТИС (мастерская Иосифа Раевского).
С 1953 года работал в Киевском театре русской драмы им. Леси Украинки.
Одновременно в 1964—1986 годах преподавал в Киевском государственном институте театрального искусства им. Карпенко-Карого.
Умер в 2004 году в Киеве.

## Фильмография (выборочно)
- 1984 — …И прекрасный миг победы — тренер
- 1984 — Прелюдия судьбы — член худсовета театра
- 1983 — Последний довод королей — посол США в СССР
- 1981 — Медвежонок — Алпатов — главная роль
- 1979 — Пробивной человек — эпизод
- 1979 — Дождь в чужом городе — жилец гостиницы
- 1971 — Про полосатого слонёнка — Слон
- 1971 — Всего три недели... — муж Фонариковой
- 1970 — Путь к сердцу — эпизод
- 1959 — Небо зовёт — Троян, писатель
- 1957 — Гори, моя звезда — эпизод